# Yaginumaella supina
Yaginumaella supina is een spinnensoort uit de familie springspinnen (Salticidae). De soort komt voor in Bhutan.